# 오일러-라그랑주 방정식
오일러-라그랑주 방정식(Euler-Lagrange方程式, Euler–Lagrange equation)은 어떤 함수와 그 도함수에 의존하는 범함수의 극대화 및 정류화 문제를 다루는 미분 방정식이다. 변분법의 기본 정리의 하나이자, 라그랑주 역학에서 근본적인 역할을 한다.
직관적으로, 오일러-라그랑주 방정식은 범함수의 정류점 근처에는 아주 약간 곡선의 모양을 바꾸면 범함수의 값이 바뀌지 않는다는 점을 이용한다. 이는 초급 미적분학에서 미분가능한 함수가 최대, 최소점에서 기울기가 0이라는 정리를 확장한 것이다.
물리학적 관점에서는, 오일러-라그랑주 방정식은 정류점(stationary point)으로 기술된 해밀턴 원리를 구체적으로 구현하는 역할을 한다. 해석역학에서 근원적인 위치를 차지하는 해밀턴 원리는 물체의 궤적이 작용의 정류점이라고 가정한다. 이를 뉴턴 역학과 대응시키려면 운동 방정식을 찾아야 하는데, 오일러-라그랑주 방정식이 이 운동 방정식의 역할을 한다.

## 정의
{\displaystyle {\mathcal {C}}^{1}} 미분 가능 다양체 {\displaystyle X}와 그 접다발 {\displaystyle TX}를 생각하자. 또한, 유한한 닫힌 구간 {\displaystyle [a,b]\subset \mathbb {R} }을 생각하자. 또한, 연속미분가능 다발 사상
{\displaystyle L(t,x,v)\in \mathbb {R} }, {\displaystyle t\in [a,b]}, {\displaystyle x\in X}, {\displaystyle v\in T_{x}X}
를 생각하자. {\displaystyle L(t,x,v)}의 두 번째와 세 번째 변수를 미분하여 도함수 다발 사상
{\displaystyle L_{x}(t,x,v)\in T_{x}^{*}X}
{\displaystyle L_{v}(t,x,v)\in T_{x}^{*}X}
를 정의할 수 있다. 임의의 연속미분가능함수dd {\displaystyle q\colon [a,b]\to X}를 정의역으로 하는 범함수
{\displaystyle S[q]=\int _{a}^{b}L(t,q(t),q'(t))\;dt}
를 정의할 수 있다. (여기서 {\displaystyle q'}란 {\displaystyle q}의 도함수 {\displaystyle q'(t)\in T_{q(t)}X}를 뜻한다.) 이제, 주어진 경계조건
{\displaystyle q(a)=x_{a}\in X}
{\displaystyle q(b)=x_{b}\in X}
아래 {\displaystyle S[q]}의 정류점을 찾는 변분문제를 생각할 수 있다. (물론, 모든 극점(최대점, 최소점)은 정류점이므로, 극대화 문제는 정류 문제에 귀결된다.) 이 변분문제의 해 {\displaystyle q_{0}}는 다음 방정식
{\displaystyle L_{x}(t,q_{0},q'_{0})={\frac {d}{dt}}\left(L_{v}(t,q_{0}(t),q'_{0}(t))\right)\in T_{q(t)}^{*}X}
을 만족한다. 이를 오일러-라그랑주 방정식이라고 부른다.

## 증명
1차원 오일러-라그랑주 방정식 유도는 수학에서 고전으로 꼽힌다. 이 증명의 근거는 변분법의 기본정리이다.
함수 {\displaystyle f} 가, 경계값 조건 f(a) = c, f(b) = d를 만족하고, 다음과 같이 주어지는 범함수 J를 최대 또는 최소로 만든다고 하자.
{\displaystyle J=\int _{a}^{b}F(x,f(x),f'(x))\,dx.\,\!}
여기서 F가 연속적인 편미분값을 가진다고 가정한다. (가정을 더 약하게 잡을 수도 있으나, 그러면 증명이 더 복잡해진다.)
만일 f가 상대 범함수를 최대, 최소로 한다고 하면, f에 매우 작은 변화를 가했을 때,
J의 값이 늘거나(f 가 J를 최소화할때)
J의 값이 줄 수 있다.(f가 J를 최대화할때)
여기서 f에 매우 작은 변화를 준 함수 gε(x) = f(x) + εη(x)를 도입하자. 여기서 η(x)는 η(a) = η(b) = 0를 만족하는 미분가능한 함수이다. 이제, f 대신 g를 넣은 J는 다음과 같은 함수가 될 것이다.
{\displaystyle J(\epsilon )=\int _{a}^{b}F(x,g_{\epsilon }(x),g_{\varepsilon }'(x))\,dx.\,\!}
이제 J를 ε에 대해 미분한 전미분을 구하면,
{\displaystyle {\frac {\mathrm {d} J}{\mathrm {d} \varepsilon }}=\int _{a}^{b}{\frac {\mathrm {d} F}{\mathrm {d} \epsilon }}(x,g_{\varepsilon }(x),g_{\varepsilon }'(x))\,dx.}
전미분의 정의에서 다음과 같은 식이 나오며,
{\displaystyle {\frac {\mathrm {d} F}{\mathrm {d} \epsilon }}={\frac {\partial F}{\partial x}}{\frac {\partial x}{\partial \varepsilon }}+{\frac {\partial F}{\partial g_{\varepsilon }}}{\frac {\partial g_{\varepsilon }}{\partial \varepsilon }}+{\frac {\partial F}{\partial g'_{\varepsilon }}}{\frac {\partial g'_{\varepsilon }}{\partial \varepsilon }}=\eta (x){\frac {\partial F}{\partial g_{\varepsilon }}}+\eta '(x){\frac {\partial F}{\partial g_{\varepsilon }'}}.}
그러므로
{\displaystyle {\frac {\mathrm {d} J}{\mathrm {d} \epsilon }}=\int _{a}^{b}\left[\eta (x){\frac {\partial F}{\partial g_{\varepsilon }}}+\eta '(x){\frac {\partial F}{\partial g_{\varepsilon }'}}\,\right]\,dx.}
만약 ε = 0 이 되면 gε = f 이고, f 가 J를 극값으로 만드는 부분이므로, J'(0) = 0, 일 것이다. 수식으로 쓰면,
{\displaystyle J'(0)=\int _{a}^{b}\left[\eta (x){\frac {\partial F}{\partial f}}+\eta '(x){\frac {\partial F}{\partial f'}}\,\right]\,dx=0.}
좀 더 정리하기 위해, 두 번째 항에 부분적분을 한다. 그러면 다음과 같은 식을 얻는다.
{\displaystyle 0=\int _{a}^{b}\left[{\frac {\partial F}{\partial f}}-{\frac {d}{dx}}{\frac {\partial F}{\partial f'}}\right]\eta (x)\,dx+\left[\eta (x){\frac {\partial F}{\partial f'}}\right]_{a}^{b}.}
η에 대한 경계값 조건을 이용하면,
{\displaystyle 0=\int _{a}^{b}\left[{\frac {\partial F}{\partial f}}-{\frac {d}{dx}}{\frac {\partial F}{\partial f'}}\right]\eta (x)\,dx.\,\!}
변분법의 기본정리를 적용하면, 다음과 같은 오일러-라그랑주 방정식을 얻는다.
{\displaystyle 0={\frac {\partial F}{\partial f}}-{\frac {d}{dx}}{\frac {\partial F}{\partial f'}}.}

## 역사
레온하르트 오일러와 조제프루이 라그랑주가 1750년에 도입하였다.

## 참고 문헌
- Izrail Moiseevish Gelfand (1963). 《Calculus of Variations》 (영어). Dover. ISBN 0-486-41448-5.

## 같이 보기
- 슈윙거-다이슨 방정식 (오일러-라그랑주 방정식의 양자역학적 보정)
- 뇌터 정리